# Jean-Pierre Mader
 (septembre 2024).
Si vous disposez d'ouvrages ou d'articles de référence ou si vous connaissez des sites web de qualité traitant du thème abordé ici, merci de compléter l'article en donnant les références utiles à sa vérifiabilité et en les liant à la section « Notes et références ».
Jean-Pierre Mader est un chanteur, auteur-compositeur-interprète et producteur français né le 21 juin 1955 à Toulouse.

## Biographie
Fils unique d'Henri, un père hôtelier qui s'occupe également d'un golf et de Simone, une mère infirmière psychiatrique, il va à l'école chez les Frères des Ecoles Chrétiennes, héritiers des méthodes pédagogiques de Jean-Baptiste de La Salle à Toulouse. Après des études en informatique, il est bassiste dans un groupe toulousain Tangara avant de passer une audition à l'été 1974 pour remplacer Francis Cabrel dans l'orchestre de bal du Sud-Ouest Les Gaulois. Alors âgé d'environ 25 ans, Mader publie quelques singles et un album en studio, entre la fin des années 1970 et le début des années 1980, sans rencontrer cependant le succès. C'est à l'orée de la trentaine qu'il se fait connaître du grand public. En effet, il publie à ce moment-là plusieurs chansons dans un style synthpop — en pleine vague « new wave » — qui le rendent célèbre, rentrant notamment dans le Top 50 français, alors récemment créé sur la nouvelle chaîne payante Canal+. Ses 45 tours Disparue (fin 1984), Macumba (1985) et Un pied devant l'autre (fin 1985) sont de grands hits, faisant de Jean-Pierre Mader un chanteur en vogue ; ils sont extraits de son deuxième album studio intitulé Microclimats, qui paraît en 1985. D'autres titres se classent dans le Top : Jalousie et Outsider dans son cœur (ce dernier étant extrait du troisième album studio du chanteur publié fin 1986).
La fin des années 1980 — ponctuée par la parution d'un album live en 1987 — est moins fructueuse pour l'artiste. Cependant, en 1990, son single En résumé, en conclusion (écrit par Françoise Hardy, qui l'interprétera aussi, et extrait du quatrième album studio de Mader) retrouve la voie du succès en se classant au Top 50 (à la 37e place) (dernier tube de l'artiste à ce jour).
Après avoir connu le succès comme interprète, il devient producteur-réalisateur dans les années 1990, notamment pour Michel Fugain, pour Philippe Léotard ainsi que pour Bernard Lavilliers.
Depuis 2007, il participe à la tournée RFM Party 80, un spectacle musical qui rassemble des chanteurs des années 1980. Grâce à cette tournée, en 2009, il chante en duo avec Alec Mansion (ex-Léopold Nord et Vous) sur le titre Bruxelles-Toulouse qui se classe 14e en Belgique. En 2012, la tournée Best of RFM Party 80 passe par le Palais omnisports de Paris-Bercy le 22 mars. Le film Stars 80, produit par Thomas Langmann et qui raconte de manière humoristique l’aventure de cette tournée à succès, réunit près de 2 millions de spectateurs.
Depuis 2013, il contribue à la tournée Stars 80 qui a fêté son 3 millionième spectateur en décembre 2015 à Bercy, après un concert au Stade de France le 9 mai 2015.
En 2022, il participe avec d'autres artistes stars des années 80 à un album au profit du Sidaction (les tubes qui protègent) dans lequel il revisite son tube Macumba.

### Vie privée
Jean-Pierre Mader se marie en 1984 avec Lucille et a deux enfants, Charlotte et Hadrien. Il se remarie en 2005 avec Nathalie Laval, maîtresse de conférences en faculté de droit, qu'il avait rencontrée en 1991 ; ils ont une fille, Jeanne, née en 2001.

## Thèmes
Derrière le son pop et parfois « festif » de certains des titres du chanteur, celui-ci aborde des thèmes plus graves. Macumba, sur des rythmes exotiques, évoque par exemple la fuite d'une jeune femme de son « île » d'origine (qui n'est pas explicitement nommée) et de ses bidonvilles, pour un monde nouveau et meilleur. Mais à l'arrivée, la jeune femme devient danseuse de bar et prostituée (« elle offre sa nuit contre quelques dollars »), loin de ses espoirs et rêves premiers.
Disparue, le premier succès du chanteur évoque quant à lui, sur fond de bandonéon, la disparition d'une personne (Marie-Anne Erize) durant la dictature argentine des années 1970, enlevée par des hommes en « Ford Falcon ».

## Discographie

### Singles
| Année | Titre                                         | Classement           | Ventes France |
| Année | Titre                                         | Drapeau de la France | Ventes France |
| ----- | --------------------------------------------- | -------------------- | ------------- |
| 1978  | Les bandes dessinées                          | -                    | -             |
| 1982  | Faux coupable                                 | -                    | -             |
| 1983  | Au bout de son voyage                         | -                    | -             |
| 1984  | Disparue                                      | 18                   | 250 000       |
| 1985  | Macumba                                       | 3                    | 600 000       |
| 1985  | Un pied devant l'autre                        | 8                    | 300 000       |
| 1986  | Jalousie                                      | 42                   |               |
| 1986  | Outsider dans son cœur                        | 44                   |               |
| 1987  | Nuit de blues                                 | -                    | -             |
| 1987  | Obsession                                     | -                    | -             |
| 1987  | Rêver plus beau...                            | -                    | -             |
| 1989  | Dixieland                                     | -                    | -             |
| 1989  | En résumé... en conclusion                    | 37                   |               |
| 1991  | L'amour sans les autres (avec Mery Lanzafame) | -                    | -             |
| 1992  | Ici ou ailleurs                               | -                    | -             |
| 1992  | India song (avec Véronique Rivière)           | -                    | -             |
| 1992  | Deux choses                                   | -                    | -             |